# Hydrotaea pilipes
Hydrotaea pilipes este o specie de muște din genul Hydrotaea, familia Muscidae, descrisă de Stein în anul 1903. Conform Catalogue of Life specia Hydrotaea pilipes nu are subspecii cunoscute.